# Jakob Bidermann
Jakob vagy más írásban Jacob Bidermann (Ehingen, 1578 – Róma, 1639. augusztus 20.) jezsuita pap, teológus és drámaíró volt. Leginkább barokk színdarabjairól emlékeznek rá. 

## Élete
Miután az augsburgi jezsuita gimnáziumban tanult, 1596-ban felvették a jezsuita rendbe. Ingolstadtban tanult filozófiát és teológiát, és majd 1600-ban az ottani főiskola színházának choragusa (rendezője) lett.
1604–14-ben a müncheni jezsuita főiskolán tanított. Az iskolaszínházat is ő irányította, drámáinak nagy részét ehhez írta.
1626 táján a pápa kérésére Rómába küldték nyilvános könyvcenzornak, azzal a feladattal, hogy listázza azokat a könyveket, amelyek ajánlásra vagy pedig elítélésre méltóak (→ index). Haláláig töltötte be ezt a posztot.

## Művei
Leghíresebb műve a Cenodoxus, amelyben a tekintélyes párizsi orvos tökéletességében egyenlővé akar válni Istennel. A hiú tudós enged a hírnév utáni földi vágynak, míg végül a mennyben bíróság elé kerül: maga Krisztus a bíró. Jakob Bidermann latin »tragikomédiája« a barokk jezsuita színház egyik legjelentősebb példája.
Művei szinte kivétel nélkül latinul íródnak, és amikor a német később irodalmi nyelvvé fejlődött, éppen ez a tény akadályozta meg Biedermann költészetének befogadását. Ezért leghíresebb műve, a Cenodoxus még mindig jobban ismert a korabeli fordításban, mint a latin eredetiben.
1666-ban Münchenben jelent meg Bidermann drámáinak első teljes kiadása, a Ludi theatrales sacri.
- Cosmarchia vagy a világ kormánya, 1617
- Epigrammatvm libri tres, Dillingen 1620 ( A párizsi 1621-es kiadás digitalizálva )
- Himmel-Glöcklein (Herausgeberschaft), Augsburg 1621 ( 1627-es kiadás, digitalizálta a Google Books )
- Herodiados libri tres, Dillingen 1622 ( elektronikus kiadás )
- Heroum Epistolae, Antwerpen 1630 ( A müncheni 1634-es kiadás digitalizálva )
- Heroidum Epistolae, Rom 1638 ( A dillingeni 1642-es kiadás digitalizálva )
- Utópia, Dillingen 1640 ( Digitized by Google Books )
- Silvulae hendecasyllaborum. Libri tres , Luzern 1647 ( elektronikus kiadás )
- Ludi theatrales sacri, München 1666, beleértve a Cenodoxus és a Cosmarchia Sive Mvndi Respvblica első kiadás ( elektronikus kiadás )

## Irodalmi befolyása
Ő ihlette a 18. századi dán/norvég írót, Ludvig Holberget három színdarab megírására. 
Cenodoxus műve Goethe Faustjának ihletforrásaként szolgált.

## Fordítás
- Ez a szócikk részben vagy egészben  a   Jakob Bidermann című német Wikipédia-szócikk fordításán alapul.  Az eredeti cikk szerkesztőit annak laptörténete sorolja fel. Ez a jelzés csupán a megfogalmazás eredetét és a szerzői jogokat jelzi, nem szolgál a cikkben szereplő információk forrásmegjelöléseként.